# 山本有真
山本 有真（やまもと ゆま、2000年5月1日 - ）は、日本の陸上競技選手、中距離走、長距離走。

## 経歴
愛知県豊田市立前林中学校、私立光ヶ丘女子高等学校卒業。名城大学人間学部人間学科に在学し女子駅伝部に所属。
前林中では全国大会の出場はなく、光ヶ丘女子高校2年次の山形インターハイ800mが全国大会初出場である。その後、高3の三重インターハイでも予選を勝ち抜き1500m、3000mの出場権を獲得する。駅伝メンバーとしては、高2・高3の全国高校駅伝に出場し、高3の全国女子駅伝で6区を走り愛知県チームの優勝に貢献した。
名城大学では1年生ながら同期の小林成美、荒井優奈とともにチームの主力メンバーとなり、上級生の加世田梨花、和田有菜、髙松智美ムセンビとともに各種大会で活躍した。日本インカレでは1500mで3位になった。チームの目標である全日本大学女子駅伝と大学女子選抜（富士山女子）駅伝ではともに区間賞を獲得してチームの優勝に貢献した。特に富士山女子駅伝4区では区間新記録を出しチームの序盤の遅れを取り戻した。
4年時の日本インカレ5000mで同大会初優勝。愛知県代表として出場した国体成年女子5000mでは、当時日本記録保持者で彼女と同い年の廣中璃梨佳（長崎県代表）を抑え、日本学生歴代2位（日本人では歴代1位）となる15分16秒71の大会新記録で優勝した。
愛知県の女子中学・高校生ランナーにとってはオリンピック選手鈴木亜由子（日本郵政グループ）が憧れや目標になっている。全国的に有名になるきっかけとなった2019年の全国女子駅伝では、「鈴木亜由子さんにハイタッチをしてもらったおかげで好走ができた」ということを語っている。
卒業後は積水化学工業に所属し競技を継続している。
2024年パリオリンピックの陸上競技女子5000メートルの予選1組に出場し、15分43秒67のタイムで17着となり決勝には進めなかった。

## 主な記録
| 年     | 大会                                    | 種目    | 順位            | 備考           |
| ------ | --------------------------------------- | ------- | --------------- | -------------- |
| 2017年 | 全国高校駅伝女子                        | 2区     | 区間18位        | 光ヶ丘女子11位 |
| 2018年 | 全国高校駅伝女子                        | 2区     | 区間13位        | 光ヶ丘女子20位 |
| 2019年 | 全国女子駅伝                            | 6区     | 6位             | 愛知県優勝     |
| 2019年 | クロスカントリー日本選手権              | U20 6km | 51位            |                |
| 2019年 | 日本インカレ                            | 1500m   | 3位             |                |
| 2019年 | 日本インカレ                            | 5000m   | 5位             |                |
| 2019年 | 全日本大学女子（杜の都）駅伝            | 4区     | 区間賞          | 名城大学優勝   |
| 2019年 | 大学女子選抜（富士山女子）駅伝          | 4区     | 区間賞/区間新   | 名城大学優勝   |
| 2020年 | 全日本大学女子（杜の都）駅伝            | 2区     | 区間2位         | 名城大学優勝   |
| 2020年 | 大学女子選抜（富士山女子）駅伝          | 4区     | 区間賞/区間タイ | 名城大学優勝   |
| 2021年 | GPシリーズ木南記念                      | 1500m   | 7位             |                |
| 2021年 | GPシリーズDenka Athletics Challenge Cup | 1500m   | 6位             |                |
| 2021年 | 第105回日本選手権                       | 1500m   | 6位             |                |
| 2021年 | 日本インカレ                            | 1500m   | 2位             |                |
| 2021年 | 日本インカレ                            | 5000m   | 8位             |                |
| 2021年 | 全日本大学女子（杜の都）駅伝            | 1区     | 区間賞          | 名城大学優勝   |
| 2021年 | 大学女子選抜（富士山女子）駅伝          | 4区     | 区間賞          | 名城大学優勝   |
| 2022年 | 全国女子駅伝                            | 2区     | 区間11位        | 愛知県7位      |
| 2022年 | 全日本大学女子（杜の都）駅伝            | 3区     | 区間賞          | 名城大学優勝   |
| 2022年 | 大学女子選抜（富士山女子）駅伝          | 5区     | 区間賞          | 名城大学優勝   |
| 2023年 | 全国女子駅伝                            | 1区     | 区間2位         | 愛知県8位      |
| 2023年 | 第107回日本選手権                       | 5000m   | 8位             |                |
| 2023年 | 全日本実業団女子（クイーンズ）駅伝      | 2区     | 区間賞          | 積水化学優勝   |
| 2023年 | アジア陸上競技選手権大会                | 5000m   | 1位             |                |
| 2024年 | 全国女子駅伝                            | 2区     | 区間2位         | 愛知県19位     |
| 2024年 | 第108回日本選手権                       | 5000m   | 2位             |                |
| 2024年 | 全日本実業団女子（クイーンズ）駅伝      | 2区     | 区間賞/区間新   | 積水化学2位    |
| 2025年 | アジア陸上競技選手権大会                | 5000m   | 3位             |                |